# Confine tra Bulgaria e Grecia
Il confine tra la Bulgaria e la Grecia descrive la linea di separazione tra questi due stati. Ha una lunghezza di 494 km.

## Descrizione
Il confine inizia dalla triplice frontiera tra Bulgaria, Grecia e Macedonia, ha un andamento generale verso est e termina alla triplice frontiera tra Bulgaria, Grecia e Turchia.

## Localizzazione

### Posti di frontiera
I valichi di frontiera tra i due paesi sono:
- Stazione di Svilengrad (Bulgaria) - Stazione di Ormenio (Grecia)
- Kapitan Petko Vojvoda (Bulgaria) - Ormenio (Grecia)
- Slaveevo (Bulgaria) - Kyprinos (Grecia)
- Makaza (Bulgaria) - Nimfea (Grecia)
- Zlatograd (Bulgaria) - Thermes (Grecia)
- Ilinden (Bulgaria) - Exochi (Grecia)
- Stazione di Kulata (Bulgaria) - Stazione di Promachonas
- Kulata (Bulgaria) - Promachonas (Grecia)